# Сигнал (електротехника)
Сигнал у електротехници је било каква просторна или временска промена стања медија кроз који се креће. Сигнал је сачињен од информација. Главна улога сигнала је да се порука пренесе до жељеног одредишта, дакле сигнал је ништа друго него физички носилац неке информације коју преноси. Најчешће је то промена електричних величина које се преносе кроз електричне водове уколико је реч о сигналу у електротехници. Сигнал може бити аналогни и дигитални.

## Пренос сигнала
Сам пренос сигнала од извора до одредишта могућ је на два начина:
1. Сигнал се шаље у изворном облику, могуће је да се мења амплитуда (појачавање сигнала) или медиј којим се сигнал простире (ваздух, жица...). Сигнали у овом облику преноса су углавном из нискофреквентног опсега, сигнали чији је опсег од 0 Hz до 100 MHz се такође сматрају нискофреквентни јер ниских фреквенција започиње распон фреквенција које користе. Проблем се јавља што предајник и пријемник морају бити на мањим раздаљинама.
2. Сигнал се шаље помоћу сигнала који има боља својства распростирања, пропагирања. У овом начину преноса користе се високофреквентни сигнал. Високофреквентни сигнал се у простору простире слично као електромагнетски таласи, ова особина омогућава веома лаку комуникацију предајника са пријемником који се сада може налазити на доста већој удаљености него раније (када су у питању нискофреквенцијски сигнали).